# شهر (فیلم ۱۹۳۹)
«شهر» (انگلیسی: The City) یک فیلم مستند کوتاه به کارگردانی رالف استاینر و ویلارد وان دیک محصول ۱۹۳۹ است. فیلم از آثار پیشگام سینمای مستند به شمار می‌رود و در سال ۱۹۹۸ توسط کتابخانه کنگره واجد اهمیت تاریخی شناخته و برای محافظت به فهرست ملی ثبت فیلم اضافه شد.
موسیقی فیلم کاری از آرون کوپلند موسیقیدان برجسته آمریکایی است.